# Hagyományos kínai írás
A hagyományos kínai írás a kínai írás azon formája, amelyet a Kínai Népköztársaságban, 1958-ban végrehajtott írásreform előtt általánosan használatban volt. Az írásreform a kínai írásban használatos írásjegyek egyszerűsítését célozta, melynek célja az írástudatlanság felszámolása volt. A kínai írásjegykészlet mintegy 80%-át érintette az egyszerűsítés, és az így létrehozott, formailag egyszerűbb írásrendszert nevezték el egyszerűsített írásnak csien-ti-ce- (jiantizi)nek, 簡體字 / 简体字), az ezt megelőző, összetettebb struktúrájú, több grafikai elemmel kialakított írásjegyek rendszerét pedig – retronímiával – „hagyományos írásnak” (lásd átírási segédlet). Magyarul gyakran „tradicionális kínai írás” vagy „bonyolult kínai írás” néven is hivatkoznak rá. Az írásjegyek egyszerűsített változatát nemcsak a Kínai Népköztársaságban, hanem Szingapúrban is használják, ugyanakkor Tajvanon, Hongkongban, Makaón, valamint a tengeren túli közösségben körében a mai napig a hagyományos kínai írás jellemző.

## Előzményei
A hagyományos kínai írás legkorábbi előzményeinek a kínai írás legkorábbi, az i. e. 14–13. századból származó jóslócsont-feliratok tartalmazta írásjegyek, az ebből továbbfejlesztett, a Csou (Zhou)- és a Csin (Qin)-korban használt pecsétírás változatai, valamint a Han-dinasztia idején, az i. e. 3. századtól általánossá használatúvá vált kancellár írás tekinthető.

## Az írásreform
Az írásreform gondolata 1892-ben vetődött fel először. A mozgalom célja az volt, hogy az ideogrammák alkotta írást egy latin betűs, alfabetikus írással váltsák fel. Ez nagy segítséget nyújtott volna az analfabetizmus felszámolásában, és nagyban megkönnyítette volna az oktatást. A probléma nemcsak akkoriban, de a mai napig megoldhatatlannak bizonyult. A könnyebbség kedvéért azonban nekiláttak az írásjegyek egyszerűsítésének. Ennek köszönhetően a bonyolult írásjegyek mintegy 80%-át sikerült olykor 10–15 vonással is leegyszerűsíteni. (1958-ban a Kínai Népköztársaság Írásreform-bizottsága megalkotta a kínai nyelvre alkalmazott latin betűs átírásrendszert, az úgynevezett pinjin (pinyin) átírást is.) A pinjin (pinyin) átírást 1979. január 1. óta a Kínai Népköztársaságban megjelenő idegen nyelvű kiadványok kínai nevek és szavak átírására kötelezően használja. Az írásreform eredményeképpen 1955 óta ma már a kínai írás is vízszintesen, balról jobbra halad, felváltva a hagyományos fentről lefelé vezető oszlopokat. Az újságcikkek címében, a plakátokon és a könyvek gerincén azonban még ma is előszeretettel használják a függőleges írásjegysorokat. A másik jelentős változás, amiben a modern kínai könyv különbözik a hagyományostól, hogy most már nem „hátulról” kell fellapozni a köteteket.

## Elterjedése, használata
Nemcsak a Kínai Népköztársaságban, hanem Szingapúrban is az egyszerűsített írásjegyek a hivatalosak, a kínai nyelvű könyveket, újságokat is ezekkel nyomtatják. Tajvanon és a tengerentúli kínai közösségek körében azonban mind a mai napig a hagyományos, bonyolult írásjegyeket tekintik hivatalosnak. Az 1997-ig, a visszacsatolásig fan-ti-ce- (fantizi)t használó Hongkong és Makaó kulturális hatásának eredményeképpen a Kínai Népköztársaságban is reneszánszát éli a hagyományos írásjegyek használata az olyan nem hivatalos kiadványokon, mint pl. termékismertetők, reklámok, dalszövegek, névjegykártyák, üdvözlőlapok stb.

## Az írásjegyek egyszerűsítésének módszerei és logikája
Az alábbiakban az írásjegy-egyszerűsítés legjellemzőbb formáinak összefoglalása látható példákkal illusztrálva.
1. A több elemből álló írásjegy összetett, bonyolult tagját egyszerűbb alakkal helyettesítették:
  - 對 → 对; 觀 → 观; 風 → 风 stb.
2. Az írásjegy bonyolult elemét az adott szóhoz fonetikailag hasonló vagy azzal megegyező egyszerűbb írásjeggyel helyettesítették:
  - 潔 → 洁; 鄰 → 邻; 極 → 极 stb.
3. Egész írásjegy-elemek elhagyása:
  - 廣 → 广; 寧 → 宁; 滅 → 灭 stb.
4. Az írásjegy leegyszerűsített kézírásos formáját, változatát tették meg a nyomtatott alaknak:
  - 書 → 书; 長 → 长; 馬 → 马 stb.
5. Az írásjegyet az egyszerűbb régi változatával helyettesítették:
  - 涙 → 泪; 網 → 网; 傑 → 杰 stb.
6. A bonyolult radikális (vagy gyök-) elem helyett egyszerűbbet szerkesztettek:
  - 體 → 体; 塵 → 尘; 竃 → 灶 stb.
7. Az írásjegybe új fonetikai elemet szerkesztettek:
  - 護 → 护; 驚 → 惊; 膚 → 肤 stb.
8. Az írásjegyet egy azonos vagy hasonló hangzású írásjeggyel vonták össze::
  - 餘 → 余; 穀 → 谷; 後 → 后 stb.
9. Több bonyolult írásjegyet egy, újonnan szerkesztett egyszerű írásjegyben egyesítettek:
  - 髮 és 發 → 发; 儘 és 盡 → 尽; 曆 és 歷 → 历 stb.
10. Az egyszerűsített írásjegy-elemeket minden további írásjegyben, ahol az adott elem szerepel, következetesen használják:
  - 門 → 门; 閉 → 闭; 問 → 问 stb.
  - 馬 → 马; 騎 → 骑; 駕 → 驾 stb.
  - 鳥 → 鸟; 鴨 → 鸭; 鴕 → 鸵 stb.